# Настасівська сільська громада
Настасівська сільська громада — колишня об'єднана територіальна громада в Україні, у Тернопільському районі Тернопільської области. Адміністративний центр — с. Настасів.
Площа громади — 44,3 км², населення — 2632 осіб (2018).
Утворена 8 серпня 2018 року шляхом об'єднання Йосипівської, Мар'янівської, Настасівської сільських рад Тернопільського району.
12 червня 2020 року громада була ліквідована і увійшла до Великоберезовицької селищної громади.

## Місцеві громади
До складу громади входили 3 села:
- Йосипівка
- Мар’янівка
- Настасів